# Eliminatoria al Campeonato Juvenil de la AFC 1990
La Eliminatoria al Campeonato Juvenil de la AFC 1990 fue la fase de clasificación que disputaron las selecciones juveniles de Asia para jugar la fase final del torneo clasificatorio a la Copa Mundial de Fútbol Sub-20 de 1991.
La eliminatoria se jugó con 7 grupos de clasificación, donde los vencedores de cada grupo participarían en la fase final del torneo a disputarse en Indonesia, donde la selección local ya estaba clasificada automáticamente.

## Grupo 1
Baréin clasificó debido a que sus rivales de grupo no confirmaron su participación.

## Grupo 2
Catar clasificó porque sus rivales de grupo no se presentaron al torneo.

## Grupo 3
Siria clasificó debido a que los demás equipos del grupo abandonaron el torneo.

## Grupo 4
Los partidos se jugaron en Kozhikode, Nepal. Pakistán originalmente iba a formar parte del grupo, pero fue puesto en el grupo 5 debido a los problemas que el país tenía con la India. 
| Club      | J | G | E | P | GF | GC | Pts |
| --------- | - | - | - | - | -- | -- | --- |
| India     | 3 | 2 | 1 | 0 | 7  | 1  | 5   |
| Nepal     | 3 | 1 | 2 | 0 | 1  | 0  | 4   |
| Maldivas  | 3 | 1 | 0 | 2 | 2  | 3  | 2   |
| Sri Lanka | 3 | 0 | 1 | 2 | 0  | 6  | 1   |

| Equipo 1  | Resultado | Equipo 2  |
| --------- | --------- | --------- |
| Nepal     | 1-0       | Maldivas  |
| India     | 5-0       | Sri Lanka |
| Sri Lanka | 0-0       | Nepal     |
| India     | 2-1       | Maldivas  |
| Maldivas  | 1-0       | Sri Lanka |
| Nepal     | 0-0       | India     |

## Grupo 5
Corea del Sur ganó el grupo compuesto por Bangladés, Pakistán, Malasia y Tailandia jugado en Daca, Bangladés; pero los resultados del grupo son desconocidos.

## Grupo 6
Los partidos se jugaron en Kunming, China.
| Club            | J | G | E | P | GF | GC | Pts |
| --------------- | - | - | - | - | -- | -- | --- |
| Corea del Norte | 3 | 2 | 1 | 0 | 22 | 2  | 5   |
| China           | 3 | 2 | 1 | 0 | 20 | 1  | 5   |
| Hong Kong       | 3 | 1 | 0 | 2 | 11 | 11 | 2   |
| Macao           | 3 | 0 | 0 | 3 | 0  | 39 | 0   |

| Equipo 1        | Resultado | Equipo 2        |
| --------------- | --------- | --------------- |
| Corea del Norte | 3-1       | Hong Kong       |
| Macao           | 0-11      | China           |
| China           | 1-1       | Corea del Norte |
| Hong Kong       | 10-0      | Macao           |
| Macao           | 0-18      | Corea del Norte |
| China           | 8-0       | Hong Kong       |

## Grupo 7
Participaron solo dos equipos, los cuales jugaron la serie a un partido en Kochi, Japón.
| Equipo 1 | Resultado | Equipo 2 |
| -------- | --------- | -------- |
| Japón    | 6-1       | Taiwán   |

## Clasificados al Campeonato Juvenil de la AFC 1990
| - Baréin - Catar - Siria - India | - Corea del Sur - Corea del Norte - Japón |